# Horace See
Horace See (Filadelfia, 16 de julio de 1835 - Nueva York, 14 de diciembre de 1909) fue un ingeniero naval, ingeniero mecánico, inventor, superintendente, y arquitecto naval estadounidense. Es conocido como arquitecto naval principal en el astillero William Cramp & Sons en Filadelfia, y como presidente de la Sociedad Estadounidense de Ingenieros Mecánicos en 1888–89.
See también es conocido por su contribución a "traer motores de expansión triple y cuádruple a los Estados Unidos y por realizar mejoras significativas en su funcionamiento".

## Biografía
See nació en Filadelfia en 1835, hijo del conocido importador de seda R. Calhoun See. Recibió educación clásica y matemática en la Academia Episcopal y en la escuela privada de HD Gregory. Comenzó su carrera como aprendiz regular en Port Richmond Iron Foundry, Machine and Steam Boiler Shop, IP Morris & Co. Después de completar su aprendizaje, se convirtió en dibujante jefe y luego en ingeniero superintendente en Neafie & Levy, y el próximo superintendente en la Empresa Nacional de Armaduras y Construcción Naval.
En 1868, See se unió a George Snyder Machine Works en Filadelfia como ingeniero y asistente del superintendente, diseñó y construyó la maquinaria para los aviones Lehigh y Susquehanna en Wilkesbarre, y la maquinaria de elevación y bombeo para muchas de las minas de carbón de antracita más importantes.  Después de su servicio en la Guerra Civil, 1m 1871 comenzó a construir embarcaciones de hierro en William Cramp and Sons Ship and Engine Building Company en Filadelfia, primero como diseñador y desde 1879 como superintendente de ingeniería.
Después de Camp and Sons, en 1889, See se mudó a Nueva York, donde trabajó como ingeniero consultor para Newport News Steamship and Dry Dock Company. Fue ingeniero superintendente de Southern Pacific Company, y Pacific Mail Steamship Company, superintendente de Cromwell Steam Ship Company. En su práctica privada como ingeniero naval y arquitecto naval, diseñó y preparó especificaciones para muchos yates y embarcaciones comerciales.

## Sociedades académicas que integró
See fue miembro de la Sociedad de Arquitectos Navales e Ingenieros Marinos; de la Real Institución de Arquitectos Navales de Gran Bretaña; el Instituto de Ingenieros y Constructores Navales de la Costa Noreste; y la American Geographical Society; miembro asociado de la Sociedad Americana de Ingenieros Navales; y el Instituto Naval de los Estados Unidos; y miembro de la Asociación Estadounidense para el Avance de la Ciencia. También fue miembro de la Sociedad Estadounidense de Ingenieros Mecánicos y su presidente en el año 1888–89.

## Obras

### William Cramp and Sons Ship and Engine Building Company

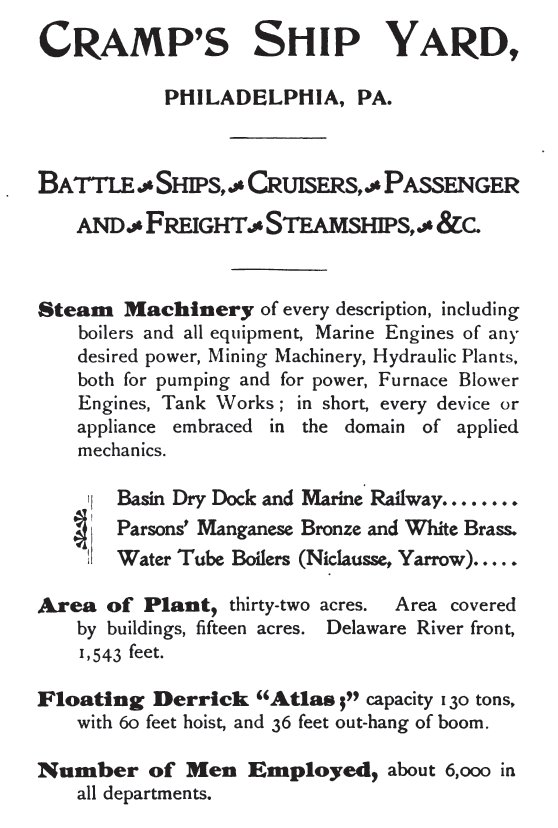
1890s advertisement for William Cramp & Sons, Philadelphia, PA.

See hizo sus contribuciones más significativas trabajando en William Cramp and Sons Ship and Engine Building Company en Filadelfia desde finales de la década de 1870 hasta finales de la década de 1880. See diseñó y dirigió la construcción de una cincuentena o más de grandes motores navales de, en algunos casos, hasta 4000 caballos de fuerza, entre los que se encontraban los del USS Alameda, uno de los primeros buques equipados, con máquina de vapor en los Estados Unidos.
See diseñó la maquinaria y supervisó la construcción de muchas embarcaciones conocidas, como los cruceros USS Philadelphia y Newark; crucero de dinamita Vesubio; cañoneras Yorktown, Concord y Bennington; yates Atalanta y Corsair; Ss. El Mar,  El Monte, El Norte, de la línea Morgan; el Tacoma, San Pedro y San Pablo, de la Central RR Co.; el Caracas, Valencia, Filadelfia y Venezuela, de la línea D. Roja; Mariposa y Ahneda, de la línea Sandwich Island; y el Monmouth de NJCRR Co.
La ASME (1910) resumió que See había estado "diseñando embarcaciones y maquinaria de construcción y rendimiento muy mejorados, introduciendo mejores métodos de trabajo y estándares en ese gran establecimiento, y dando a los Estados Unidos una planta de construcción naval de capacidad y calidad para comparar favorablemente con los productos de Clyde y Newcastle".
En Camp and Sons, según la ASME (1910), fue "bajo su dirección que se tomaron los contratos de la Armada de los Estados Unidos para los primeros barcos de lo que entonces se llamó la Nueva Armada de los Estados Unidos, y los grandes barcos de la American Line en ese día dejó su huella".

### Eyectores de cenizas hidroneumáticos
Horace See inventó un eyector de cenizas hidroneumático, que fue utilizado en muchos diseños de barcos en sus días. Por esta invención, See recibió en 1904 una medalla John Scott en el campo de la ingeniería en nombre de la ciudad de Filadelfia.
En 1906, Horace See publicó su propio catálogo comercial, Some Sea Specialties. con imágenes de yates, buques mercantes, transatlánticos y buques de guerra para los que su empresa suministró sus eyectores de cenizas hidroneumáticos.

### Cruza el océano a 30 nudos por hora
En el artículo de 1907 "Cruzar el océano a 30 nudos por hora", en The New York Times, republicado en el Hawaiian Star, Horace See comentó sobre el diseño del primer transatlántico a vapor a 30 nudos por hora.

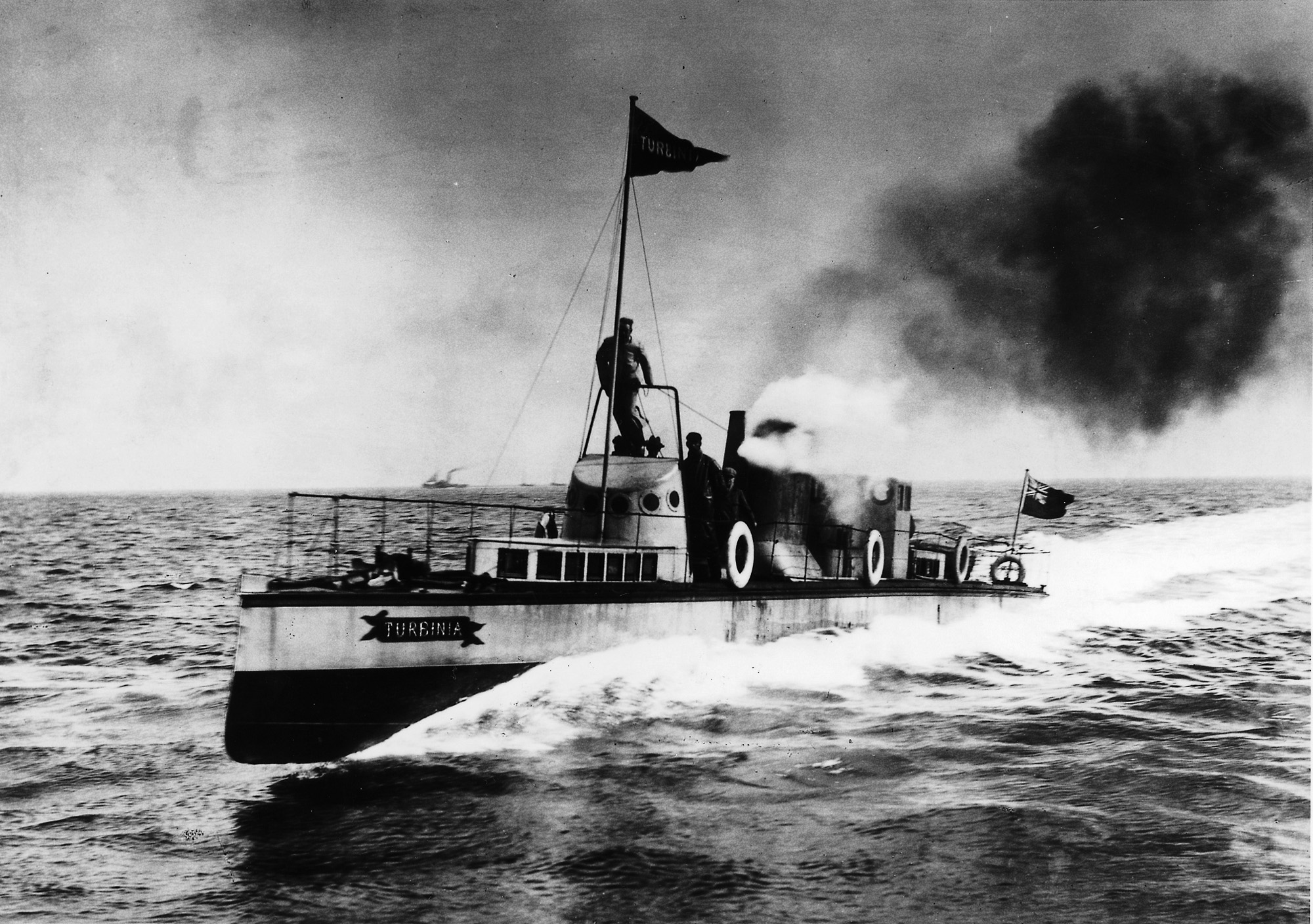
Turbinia a toda velocidad en 1897.

Según See, la construcción de un barco de vapor con turbina de 30 nudos para el comercio transatlántico era completamente factible. El motor a turbina vendría para quedarse, y solucionaría muchos problemas navales. Él y un colega habían declarado, según el artículo, que "no hay duda de que el motor de turbina finalmente desplazará al alternativo a bordo, como lo está haciendo ahora en tierra, pero hasta el momento ha fallado". superioridad fuera de la vibración reducida, ya que aún no se ha resuelto la combinación exacta de turbina, casco y hélice de tornillo para dar resultados superiores a los obtenidos con el motor alternativo en los buques..."
Uno de los ingenieros jefes del astillero Cramps declaró que "no fue hasta 1894 que la idea de propulsar una embarcación por medio de una turbina se puso en práctica por primera vez. Antes de esa época, la turbina nunca se había utilizado con fines navales, pero su uso se había dedicado al bombeo, carbón, ventiladores impulsores de tiro forzado y fines de ventilación. El primer barco que se equipó con motores de turbina fue el Turbinia. Luego vinieron los destructores de torpederos, el Viper y el Cobra, alcanzaron una velocidad notable, pero desafortunadamente ambos se perdieron antes de que se pudiera obtener comparaciones en servicio con otros destructores, y esto afectó un tanto adversamente el progreso del motor de turbina en general"."
Además, el "crucero británico Amethyst fue el siguiente paso en la aplicación de los buques de guerra de turbinas, y el resultado de la estela de este buque en comparación con buques hermanos encargados en la misma época y de las mismas dimensiones y líneas, equipados a tope con otros motores demostraron la economía de la turbina para adaptarse a esta clase de embarcaciones y más especialmente de mayor potencia"."

## Publicaciones
- Horace See, Some Sea Specialties. New York. 1899, 1906. (en inglés)

Artículos, una selección
- Horace See. "Build-up work in engine construction," in: ASME Transactions, Vol. 3, 1882. p. 195-98. (en inglés)
- Horace See. "The production of true crankshafts and bearings,"  in: ASME Transactions, Vol. 7, 1888. p. 521-530. (en inglés)
- Horace See. "President's Address 1888," Trans. Am.Soc.M.E., vol. 10, 1889, p. 482-498 (en inglés)
- Horace See, "The building of the steamship in America." Engineering Magazine, Vol 1, 1891; Part 1, May 1891 ;  Part 2, June 1891; Part 3, July, 1891 ; and: Part 4, August 1891 (en inglés)
- Horace See. "Some Notes On Steam Boiler Troubles (enlace roto disponible en Internet Archive; véase el historial, la primera versión y la última).," Transactions: The Society of Naval Architects and Marine Engineers Vol 13, 1905, p. 209-13 (en inglés)

Patentes, una selección
- Patent US231501 Tube for surface condensor, 1880 (en inglés)
- Patent US439695 Extractor for removing air, 1890 (en inglés)
- Patent US505489 Regulating Plug-Cock, 1892-93 (en inglés)
- Patent US600237 Steam-boiler, 1897-89 (en inglés)

Publicaciones sobre Horace See
- Charles Morris, "Horace See," en: Men of affairs in New York, New York: L.R. Hamersley, 1906. p. 100-102 (también en línea here) (en inglés)